# Cabildo Insular de Tenerife
El Cabildo Insular de Tenerife es el órgano de gobierno de la isla de Tenerife (Canarias). Se constituyó el 16 de marzo de 1913 en Santa Cruz de Tenerife, en una sesión celebrada en el Ayuntamiento de la ciudad, quedando elegida a su vez, la primera corporación. El Cabildo de Tenerife, al igual que los otros cabildos de Canarias posee una serie de competencias propias recogidas en el Estatuto de Autonomía de Canarias así como una serie de competencias delegadas de los demás órganos de administración territorial. 
Su presidente es Rosa Dávila Mamely (Coalición Canaria). Es una forma gubernativa y administrativa propia de las Islas Canarias, que además de las funciones de gobierno insular presta servicios y ejerce competencias propias de la comunidad autónoma de Canarias.

## Escudo y bandera
La bandera de Tenerife fue adoptada originariamente en 1845 a modo de distintivo o bandera de matrícula de la que en aquel entonces se denominaba provincia marítima de Canarias con base en el Puerto de Santa Cruz de Tenerife. En la actualidad, esta enseña representa a toda la isla de Tenerife. Fue aprobada a instancia del Cabildo Insular por Orden del Gobierno de Canarias el 9 de mayo de 1989 y publicada el 22 de mayo de 1989 en el Boletín Oficial de Canarias.
El escudo heráldico de Tenerife fue otorgado mediante diploma real el 23 de marzo de 1510, concedido por el Rey Don Fernando V "El Católico", fue expedido en Madrid a nombre de su hija Doña Juana I, Reina de Castilla. El escudo se describe en campo de oro, con San Miguel Arcángel (pues la isla fue conquistada el día de San Miguel) armado superando a una montaña de su color natural de la que brotan llamas, y que representa al pico del Teide. Bajo esta montaña la isla de sinople sobre ondas azul y plata. A la derecha se observa un castillo de gules, y a la izquierda un león rampante de gules. El escudo que usa el Cabildo Insular se diferencia del que usa el Ayuntamiento de La Laguna en el lema que aparece en la bordura y en el añadido de unas ramas de palma.

## Organización interna
El Cabildo se compone de los siguientes órganos:
- Presidencia
- Pleno
- Consejo de Gobierno
- Comisiones Informativas
- Junta de Portavoces

## Organigrama
Las competencias del Cabildo de Tenerife están reguladas por La Ley 14/1990, de 26 de julio, de Régimen Jurídico de las Administraciones Públicas de Canarias.
- Presidencia

Presidente: Rosa Dávila Mamely.
Dirección Insular de Coordinación y Apoyo al Presidente: Aarón Afonso González
Dirección Insular de Recursos Humanos y Asesoría: Lidia Patricia Pereira Saavedra
- Planificación del Territorio, Patrimonio Histórico y Turismo

Consejería Insular del Área: José Gregorio Martín Plata
- Presidencia, Hacienda y Modernización

Consejería Insular del Área: Berta María Pérez Hernández
Dirección Insular de Hacienda: José Isaac Gálvez Conejo
Dirección Insular de Modernización: Daniel González Morales
- Educación, Juventud, Museos, Cultura y Deportes

Consejería Insular del Área: Concepción Rivero Rodríguez
Dirección Insular de Educación y Juventud: Bélica Magdalena Pérez Fernández
Dirección Insular de Cultura: Leopoldo Santos Elorrieta
Dirección Insular de Deportes: Laura Esther Castro Hernández
- Acción Social, Participación Ciudadana y Diversidad

Consejería Insular del Área: María Ana Franquet Navarro
Consejería con delegación de Igualdad y Prevención de la Violencia de Género: María Ana Franquet Navarro
Consejería con delegación de Participación Ciudadana y Diversidad: Nauzet Gugliota González
- Cooperación Municipal y Vivienda

Consejería Insular del Área: Carlos Zebenzui Chinea Linares
- Desarrollo Sostenible y Lucha contra el Cambio Climático

Consejería Insular del Área: Javier Rodríguez Medina
- Gestión del Medio Natural y Seguridad

Consejería Insular del Área: María Isabel García Hernández
- Agricultura, Ganadería y Pesca

Consejería Insular del Área: Francisco Javier Parrilla Gómez
- Empleo, Desarrollo Socioeconómico y Acción Exterior

Consejería Insular del Área de Empleo: Carmen Luz Baso Lorenzo
Consejería con Delegación en Acción Exterior: Liskel Álvarez Domínguez
Dirección Insular de Desarrollo Socioeconómico: Ermitas M. Moreira García
- Carreteras, Movilidad e Innovación

Consejería Insular del Área: Enrique Arriaga Álvarez
Dirección Insular de Movilidad: José Alberto León Alonso
Dirección Insular de Carreteras: Tomás Félix García Pérez
Dirección Insular de Innovación: José Clemente Díaz Gómez

## Lista de presidentes desde las elecciones democráticas de 1979
| Presidente                      | Inicio del mandato       | Fin del mandato          | Partido | Partido | Partido                                      |
| José Miguel Galván Bello        | 20 de abril de 1979      | 24 de mayo de 1983       |         |         | Unión de Centro Democrático (UCD)            |
| José Segura Clavell             | 24 de mayo de 1983       | 30 de junio de 1987      |         |         | Partido Socialista Obrero Español (PSOE)     |
| Adán Martín Menis               | 30 de junio de 1987      | 26 de junio de 1995      |         |         | Agrupación Tinerfeña de Independientes (ATI) |
| Adán Martín Menis               | 26 de junio de 1995      | 9 de julio de 1999       |         |         | Coalición Canaria (CC)                       |
| Ricardo Melchior Navarro        | 9 de julio de 1999       | 16 de septiembre de 2013 |         |         | Coalición Canaria (CC)                       |
| Carlos Enrique Alonso Rodríguez | 16 de septiembre de 2013 | 24 de julio de 2019      |         |         | Coalición Canaria (CC)                       |
| Pedro Manuel Martín Domínguez   | 24 de julio de 2019      | 3 de julio de 2023       |         |         | Partido Socialista Obrero Español (PSOE)     |
| Rosa Dávila Mamely              | 3 de julio de 2023       | -                        |         |         | Coalición Canaria (CC)                       |

- Puede consultarse esta lista completa de presidentes del Cabildo de Tenerife desde la primera constitución del Cabildo Insular en 1913, hasta la actualidad.

## Empresas participadas
El Cabildo juega un papel muy importante en la economía de Tenerife a través de sus empresas participadas. A 2018, posee participaciones mayoritarias en siete empresas y participaciones minoritarias pero significativas en otras nueve.
| Empresa participada                              | Sede                   | Participación directa |
| ------------------------------------------------ | ---------------------- | --------------------- |
| Metropolitano de Tenerife, S.A.                  | Santa Cruz             | 100%                  |
| Transportes interurbanos de Tenerife S.A (Titsa) | Santa Cruz de Tenerife | 99,96%                |
| Parque Científico y Tecnológico INtech Tenerife  | Santa Cruz             | 99,56%                |
| Instituto Tecnológico y de Energías Renovables   | Granadilla de Abona    | 92,77%                |
| SPET, Turismo de Tenerife, SA                    | Santa Cruz             | 91,30%                |
| IMETISA                                          | La Laguna              | 90%                   |
| Buenavista Golf, S.A.                            | Santa Cruz             | 55%                   |
| CULTESA                                          | Tacoronte              | 51%                   |
| Teleférico del Pico de Teide, S.A.               | Santa Cruz             | 49,44%                |
| MERCATENERIFE                                    | Santa Cruz             | 42,37%                |
| Litografía A. Romero, S.L.                       | Arafo                  | 40,28%                |
| Polígono industrial de Granadilla,S.A.           | Santa Cruz             | 40%                   |
| Matadero Insular de Tenerife, S.A.               | La Laguna              | 33,70%                |
| Bodegas Insulares de Tenerife, S.A.              | Tacoronte              | 32,28%                |
| GESTUR Tenerife                                  | Santa Cruz             | 26,21%                |
| GRAFCAN                                          | Santa Cruz             | 10,40%                |
| SOGARTE                                          | Santa Cruz             | 5,68%                 |

## Sedes

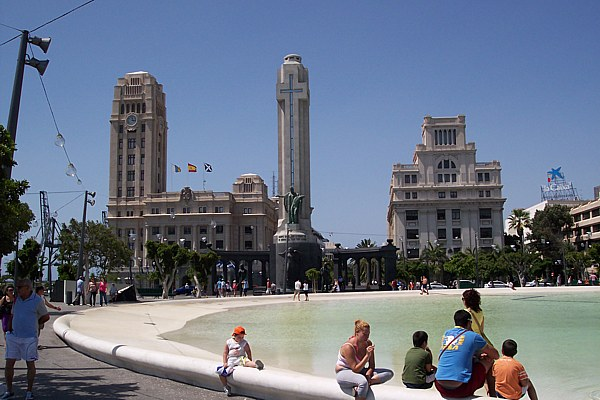
Plaza de España de Santa Cruz de Tenerife, al fondo el Palacio Insular sede del Cabildo de Tenerife.

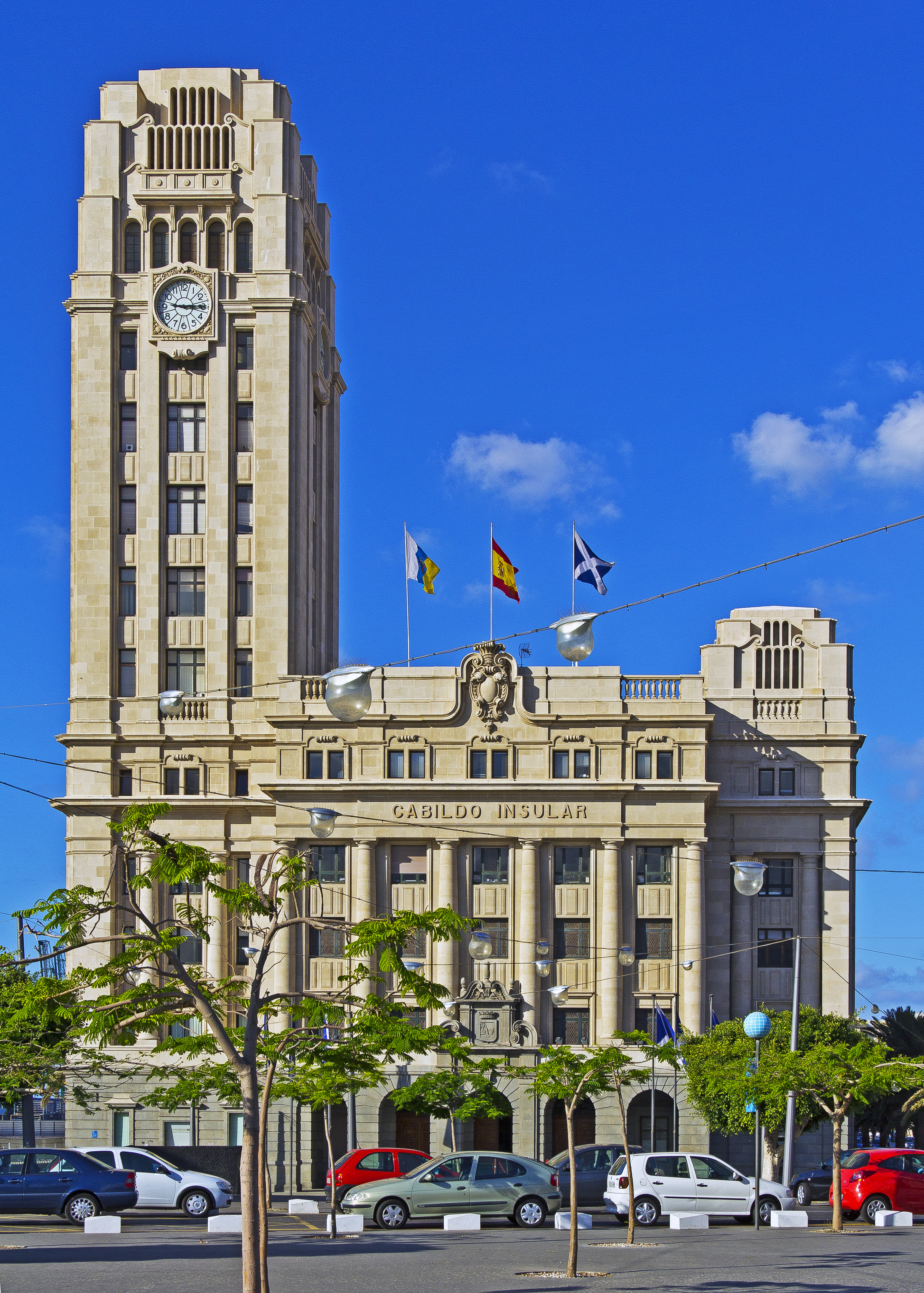
Palacio Insular sede del Cabildo de Tenerife.

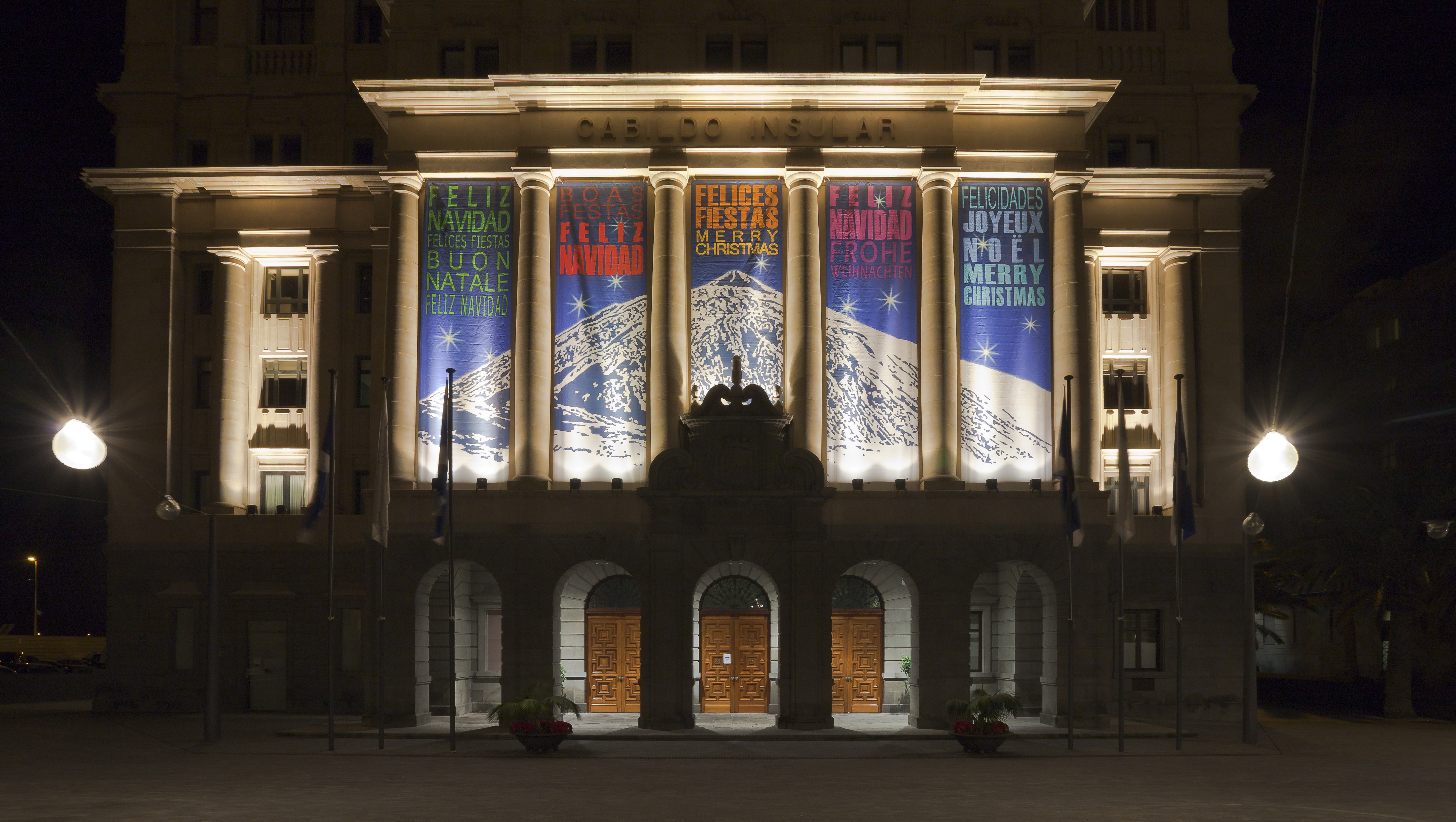
Cabildo visto de noche.

### Antiguo inmueble
El Cabildo Insular de Tenerife se constituyó en sesión celebrada el 16 de marzo de 1913, en aplicación de la Ley de Cabildos del 11 de julio de 1912. Sus responsables iniciaron el proceso para la dotación de unas dependencias que resultaran adecuadas para cumplir con sus funciones. Después de utilizar los salones del Ayuntamiento de Santa Cruz de Tenerife para el desarrollo de la primera sesión, la sede del nuevo organismo se instaló provisionalmente en un edificio situado en la confluencia de la avenida 25 de Julio y la calle Numancia.
Poco después, fue trasladada a la Alfonso XIII (hoy calle del Castillo), donde permaneció hasta 1928. En ese año, debido a la necesidad de hallar un lugar de mayor amplitud para acoger las oficinas, se produjo una nueva mudanza a un inmueble ubicado justo enfrente del anterior, en el que fueron alquilados varios pisos.
Aunque ya en 1920 se había consignado 100.000 pesetas para la compra de un solar y la elaboración de unos planos sin que ello llegara a cristalizar, solo pudo ser diez años más tarde cuando fueron dados los primeros pasos para adquirir terrenos en la zona de la avenida Marítima donde llegaría a ubicarse definitivamente la Corporación. De esa manera, se gestionó ante el Ministerio de Fomento la correspondiente autorización. El solar fue definido en 1933 tras el proyecto de urbanización realizado por el ingeniero José Luis Escario en esa área de la ciudad.

### Nuevo inmueble
El diseño del nuevo edificio se debe al arquitecto José Enrique Marrero Regalado. Tras la redacción del correspondiente estudio técnico, se procedió a los trámites para llevar a cabo la construcción. Así, la primera fase fue adjudicada en 1934 por la cantidad de 2,3 millones de pesetas y los trabajos comenzaron al año siguiente. En un principio, se contempló la posibilidad de destinar los bajos del edificio a la instalación de locales comerciales y las plantas superiores a un hotel. Esta última opción fue desechada.
El inmueble quedó concluido a finales de 1940 y sus oficinas tuvieron que ser ocupadas rápidamente, dado que el capitán general había manifestado la intención de destinarlas a usos propios de la administración militar. En cualquier caso, el nuevo edificio albergó en su momento diferentes dependencias de entidades ajenas al Cabildo junto a las que estaban reservadas a este último. Así, fue residencia del gobernador civil y sede de Iberia, de la Junta Provincial de Propaganda, de la Junta Administrativa de Obras Públicas y del Distrito Minero y, durante un tiempo, también de la Delegación de Hacienda.
En la actualidad, el Palacio Insular de Tenerife solo acoge departamentos propios del Cabildo, que cuenta, además, con otras oficinas descentralizadas en diversas localidades y con distintas sedes en otros puntos del área metropolitana. El edificio destaca por su gran torre coronada por un reloj encargado en 1950 y que es uno de los símbolos más reconocibles de la ciudad de Santa Cruz de Tenerife, en el interior del edificio se puede encontrar una interesante colección de arte, en la que se incluye los murales que adornan completamente el Salón Noble popularmente llamado la "Capilla Sixtina de Canarias", con pinturas realizadas en 1960 por el pintor José Aguiar. En noviembre de 2011 estas pinturas fueron declaradas Bien de Interés Cultural de Canarias (BIC).
Los murales relatan una sucesión de escenas donde se diferencian la cara sur del mural con una representación bajo los temas de "Muchachas", "Divinidad solar", "El Nacimiento de las islas", "La Tierra y las madres", "Diosa con frutos", "Aparición de la Virgen de Candelaria y la Evangelización del indígena".
La cara oeste está dedicada a escenas campesinas haciendo referencias al folclore de las Islas Canarias a través de un motivo central de la composición que plasma un balcón festivo.
La cara este tiene como tema central escenas que reflejan la relación de la vida de las gentes con el mar y escenifica sus labores tanto de pesca como de trabajos portuarios. El mural aborda tanto mitos del pueblo aborigen guanche como acontecimientos históricos y escenas sociales y económicas del archipiélago.

## Otros datos
En 1957 el Cabildo Insular de Tenerife quedó hermanado con la Hermandad de La Candelaria de Sevilla, en razón de que en dicha ciudad andaluza se venera como patrona de esta hermandad a la Virgen de la Candelaria, de igual modo que en Tenerife como patrona de Canarias y de hecho como patrona de la Corporación del Cabildo Insular de Tenerife.
El 28 de septiembre de 2018, la Virgen de Candelaria fue declarada oficialmente Presidenta Honoraria y Perpetua del Cabildo Insular de Tenerife, realizándose la entrega de la medalla con el escudo de la isla y el bastón de mando el 20 de octubre del mismo año, en el marco del traslado excepcional de la imagen de la Virgen a Santa Cruz de Tenerife y a San Cristóbal de La Laguna con motivo del 200 aniversario de la creación de la diócesis de Tenerife.